# Giuseppe Pedrazzini
Giuseppe Pedrazzini (Pizzighettone, 13 gennaio 1879 – Milano, 16 ottobre 1957) è stato un liutaio italiano.

## Biografia
Pedrazzini, pupillo di Riccardo Antoniazzi e di Romeo Antoniazzi a Milano, iniziò nel capoluogo lombardo la sua attività. In breve tempo ottenne riconoscimenti e premi in varie manifestazioni, come quelle di Roma nel 1929 e di Cremona nel 1937. Modellava i suoi strumenti su vari strati, sull'esempio di Stradivari, Giovanni Battista Guadagnini e Andrea Amati lasciando nel contempo spazio al suo personale modus operandi. Sotto molti aspetti il suo lavoro è considerato tra i migliori dei fabbricanti italiani del primo Novecento. Era un artigiano meticoloso ed elegante; le volute dei suoi strumenti sono sempre profondamente intagliate, e le curve simmetricamente arrotondate degli attacchi e dei fianchi danno un tocco distintivo. Oltre a strumenti nuovi, fece un certo numero di pregevoli copie anticate. Usò una varietà di etichette diverse e, a seconda del periodo, uno dei tre diversi marchi. Una buona parte della sua produzione fu esportata, ed ebbe legami particolarmente stretti con Hawkes & Son (più tardi Boosey & Hawkes) a Londra. Tra i suoi allievi e collaboratori ci furono Ferdinando Garimberti, Piero Parravicini e suo nipote Natale Novelli.
Sebbene il suo lavoro sia estremamente caratterizzato, Pedrazzini era insolitamente versatile in quanto, oltre a seguire i modelli Amati Grand Pattern, Amatese Stradivari e, più raramente, Guadagnini, rendeva anche omaggio alla vecchia scuola milanese incorporando l'influenza di Giovanni Grancino nei propri modelli e verniciature.
Le volute altamente distintive di Pedrazzini - simmetriche, molto rotonde, grandi ma delicate e profondamente tagliate - sono fortemente influenzate da quelle di Giovanni Grancino. Queste volute, così come la posizione angolata dei fori a fogliame tagliati con precisione e leggermente scanalati, sono le caratteristiche che più ricordano i loro prototipi classici milanesi. Gli ampi pulsanti posteriori arrotondati di Pedrazzini completano le volute.
La sua scelta del legno è quasi sempre di eccellente qualità e il filetto, posizionato vicino all'ordinata canalizzazione del bordo, è abbastanza sottile e spesso non molto colorato. I dorsi sono appuntati con perni rotondi e ben centrati che vengono rimossi leggermente dal filetto, anche se a volte omette i perni, in particolare nei suoi primi lavori. Gli angoli sono abbastanza triangolari e generalmente tozzi. 